# ماسومي سيرا
ماسومي سيرا (باليابانية: 世良 真純، بالروماجي: Sera Masumi) هي إحدى شخصيات سلسلة المانغا والأنمي اليابانية المحقق كونان، والتي تجسد دور الإبنة الصغرى والأخيرة لعائلة أكاي، تدرس في المرحلة الثانوية برفقة كل من ران موري وسوكو، تتقن رياضة الجيت كون دو وتحب لعب دور المحققة بفضل فطنتها وقوة ملاحظتها التي لا تقل عن المحقق كونان. ظهرت لأول مرة في الفصل 768 من المجلد 73 من المانغا، والحلقة 646 من الأنمي اليابانية،

## خلفية
ماسومي سيرا بريطانية من أصل ياباني انتقلت مع والدتها للعيش في أمريكا وهي في المرحلة المتوسطة قبل ثلاث سنوات وذلك أثناء تسلل شقيقها شويتشي أكاي داخل المنظمة السوداء. عادت إلى اليابان بعدما سمعت عن خبر مقتل شويتشي للتأكد من موته. انتقلت للدراسة في مدرسة تيتان الثانوية بعدما رأت سونوكو سوزوكي وران موري، التي تعتقد أنها قابلت ماسومي في الماضي في قضية قتل في فندق.
في الحلقة 881 من النسخة اليابانية للأنيمي تجتمع ميري سيرا وأولادها على شاطئ البحر ومنه يقدم شوكيتشي هانيدا شقيقته الصغرى "ماسومي سيرا" لأول مرة لشقيقهم الأكبر شويتشي أكاي، كما تتعرف العائلة لأول مرة وبشكل غير مباشر على سينشي كودو ووالدته وران وهما صغيران حيث يتسبب سينشي في إضحاك شويتشي أكاي لأول مرة ثم يعرف عن نفسه موضحا أنه تلميذ شارلوك هولمز. وهو التصريح الذي كرره كونان في إحدى البرامج التلفزية مما جعل ميري وسيرا يتذكرانه ويكتشفان هويته الحقيقة 10 سنوات بعدها.

## الشخصية
شخصية مبتهجة وصبيانية محبوبة من الجميع، جميع من رآها أول مرة يظنها فتى. ذكية و جميلة ومتهورة في حل القضايا ففي أحدها استدرجت المجرم حتى يكون في مرمى القناص مبتسمة متمنية أن يتم إطلاق النار عليه من دون أن تظهر أي خوف من احتمالية وفاته. ومع ذلك تعد من الشخصيات الغامضة التي تراوغ عن سؤالها عن حياتها الخاصة أو ماضيها و رغم ضحكتها و بساطتها فهي تعد من أكثر الشخصية غموضك و ذكاء.
سيرا لديها شخصية مبتهجة وصبيانية وهي محبوبة من بين أصدقائها.لقد اعتقد الجميع في البداية أنها فتى ولكن اتضح أنها فتاة. إن سيرا سريعة في تفكيرها وتأتى ببعض الخطط الذكية وهي على استعداد أن تضحى بأي شيء كى تحقق نتيجة ناجحة في القضية ففى أحد القضايا (648-650) جذبت المجرم في مرمى القناص مبتسمة متمنية أن يتم إطلاق النار عليه من دون أن تظهر أي خوف في احتمالية وفاته وفي الحلقة 756 تعمدت أن تظهر لكونان صورة فتاة في المرحلة الإعدادية التي اكتشفت سريعا سر اشتغال نظارات كونان وقالت لسيرا انه أن استفسر عنها أن تخبره بأنها أختها من خارج النطاق وكل هذا حدث في الحلقة 760 .

## الغموض
بدأ لفت الأنظار إليها بعد معرفتها اسم كونان في أول ظهور لها وأيضا تعمدها إظهار استنتاجها خاطئًا حتى يضطر كونان إلى التدخل عبر الهاتف مستخدمًا صوته الحقيقي وكذلك محاولتها استدراجه بالتحدث إليه كأنه موجود في مسرح الجريمة مما أوحى بمعرفتها لحقيقة كونان. ومما لف الغموض حولها تهربها من الإجابة عند السؤال عن أسرتها. سؤالها المتكرر عن شينتشي وأغاسا وهايبرا وصدمتها عندما رأت صورة لهايبرا بعد استعادتها لحجمها الطبيعي جعلها من المشتبه بكونه بوربون عضو المنظمة السوداء، وذلك قبل الكشف أن بوربون ليس إلا تورو أمورو العامل في مقهى بوارو. كما أن اتصالاتها الكثيرة مع من تدعي أنه شقيقها أثار الكثير من التساؤلات حول شخصيته.

## الأخ الثاني لسيرا ماسومي
بعد حديثها عن أخيها المتوفي قالت ماسومي أنها كثيرا ما تستشير أخاها في استنتاجاتها، فلما سئلت عن ذلك قالت أنه أخوها الأوسط وأنها الصغرى والفتاة الوحيدة وأنها مع أخيها الأوسط يحملان اسم عائلة والدتها بخلاف الأخ الأكبر شويتشي أكاي.
وقد تبين فيما بعد بأن أخاها الأوسط هو لاعب الشوغي المحترف شوكيتشي هانيدا.

## الأخت من خارج النطاق
هي فتاة ذات هوية مجهولة حتى الآن حيث أنها فتاة شديدة الغموض وذات ذكاء حاد وبصيرة ثاقبة وهدوء، لها شعر أشقر، ويبدو أنها مقربة جداً لسيرا، حيث أنه حينما سأل كونان سيرا عنها قالت أنها أختها من خارج النطاق. ظهورها الأول كان في نهاية الحلقة 756 (مأساة المرأة الحمراء (انتقام)). يقال أنها متقلصة من عقار المنظمة السوداء لذكائها وطريقة كلامها ولكن هويتها حتى الآن مجهولة في الانمي. وفي حلقة رقم 882 تبين بأنها أم لكل من سيرا ماسومي وعميل الFBI شويتشي أكاي ولاعب الشوغي شوكيتشي هانيدا.

## العلاقات
- أكاي شويتشي: الأخ الأكبر لسيرا. عادت إلى اليابان بعد أن سمعت خبر وفاته.
- هانيدا شوكيتشي: الأخ الأوسط لسيرا. وهو لاعب شوغي محترف.
- ميري: أم سيرا وقد تقلصت لأسباب مجهولة، قالت سيرا لكونان بأنها أختها من خارج النطاق.
- ميانو شيهو (هايبرا) وميانو أكيمي: بنات خالة سيرا كما صرح مؤلف المانغا «غوشو أوياما» مما يعني أن الينا هي أخت ميري.
- كونان إيدوغاوا: ماسومي تعلم بأن كونان هو نفسه سينتشي وقد اتضح ذلك في الحلقة 881-882.إلتقت بسينتشي عندما كان صغيرا في إنجلترا برفقة والدته وران.. بالرغم من تصرفاتها المريبة إلا ان كونان يتعاون معها كثيرا في كشفت ملابسات الجريمة.
- آي هيبارا: ماسومي مهتمة بمقابلة آي هيبارا لأسباب غير معلومة حتى الآن، كما تجمع معلومات عنها، ويبدو أنها تعرف شيهو ميانو (هايبرا قبل تقلصها). خاصة بعد صدمتها بعد أن رأت صورة لها وهي تنقذ المتحرين الصغار من الحريق.
- ران موري: منذ التحاق سيرا بمدرسة تيتان الثانوية أصبحت هي وران وسونوكو صديقات وغالبًا ما يَسِرن من المدرسة إلى المنزل سويًا. كما تشعر ران - مثل كونان- برؤيتها لماسومي من قبل، حيث قالت أنها كلّما رأتها شعرت أنها تسمع أمواج البحر بقربها.
- تورو امورو: يبدو أن تورو أمورو يعلم بوجود علاقة بين سيرا وأكاي لأنه مشي في مرمى رؤية سيرا وهو متنكر في شكل شبيه أكاي. وتواجها أول مرة في حلقة 836